# 丘卡帕克 (紐約州)
丘卡帕克（英語：Keuka Park）是位於美國紐約州耶芝縣的普查規定居民點。

## 人口
根據2020年美國人口普查的數據，丘卡帕克的面積為3.20平方千米，當中陸地面積為1.75平方千米，而水域面積為1.45平方千米。當地共有人口1130人，而人口密度為每平方千米353.13人。